# نورنبرگ ۳۸۲۵
سیارک ۳۸۲۵ (به انگلیسی: 3825 Nurnberg، نامگذاری:1967UR) سه هزار و هشتصد و بیست و پنجمین سیارک کشف شده‌است که در ۳۰ اکتبر ۱۹۶۷ کشف شد.